# コールセンター

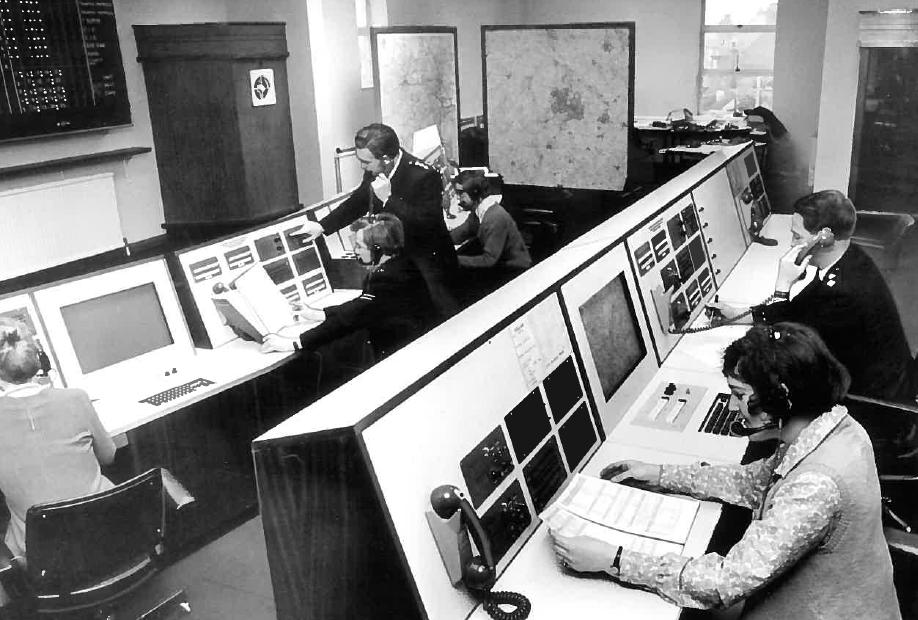
1970年 警察のコールセンター（英国 Brierley Hill）

コールセンターは、顧客からの電話による問い合わせやクレームなどの対応業務を専門に行う事業所・部門。他にも「カスタマーセンター」「お客さまセンター」「お客さま相談室」 「コンタクトセンター」「アンサーセンター」「サポートセンター」などと企業ごとに呼称は異なる場合がある。日本では104番号案内や116総合受付などの日本電信電話公社（のちのNTT）の電話業務センターおよび民間業者による電話代行に端を発する。
最近では電話（音声通話）だけでなく、ファクシミリ（FAX）・電子メール・SNSといった連絡・接触手段も普及してきたこともあり、様々な手段で問い合わせを受けることから包含した呼称としてカスタマーセンター等と呼ぶ場合もある。
一般消費者向けの通信販売・サービス業・製造業を行う企業（会社）が、クレーム・各種問い合わせ・注文を受け付けるものが多く、また、従来は受付対応（インバウンド）が主業務であったが、近年は新規顧客の開拓業務やアウトバウンドマーケティングにも利用されている。
特殊な利用法の例としては、そのマンツーマンであるシステムから、治験における二重盲検試験の盲検性を確保するためにも利用されている。

## 業務とそれを支えるシステム
業務としては、消費者からの電話を受けるインバウンド（Inbound） と、企業からセールスなどの電話をかけるアウトバウンド（Outbound） の大きく2つに分かれる。両方を扱うセンターもあれば、いずれかのみを扱うセンターもある。
1990年代より、オペレータの負担を軽くする自動化など、システム全体の構築に技術と経験が必要となり、オペレータの採用・研修やインバウンド受付時間の延長など、運用面でも高度化したため、コールセンター業務を専門に請け負う業者へのアウトソーシングが主流となった。

### インバウンド業務の流れ
消費者からの各種問い合わせ・注文などの受け付け（インバウンド）の場合、相手の電話番号が表示されるナンバーディスプレイや、これと連動したデータベースシステムにより、営業・商品開発などとのより深い連携(CTI; Computer Telephony Integration)がはかられるようになった。
インバウンド業務は、基本的には次のような手順で行われる。
1. 自動音声応答で1次受付が行われ、利用者がプッシュボタン信号（DTMF）などで用件を選択する。
2. 自動応答で用件が済む場合は、自動音声応答装置のみで対応し、完結する。
3. オペレータ対応が必要な場合は、選択された用件専門のオペレータへ振り分けられる。その場合でも、会社名・オペレータ名などの定型的な応答部分はあらかじめ録音されたものであることがほとんどだ。
4. オペレータが対応できない（在席中の受付台がふさがっている）場合は、混み合っている旨自動応答で利用者に伝える。
5. オペレータが対応を開始した際は、問い合わせ者の本人確認（顧客特定）を先ず行う。主に顧客の姓名、登録住所、登録電話番号、顧客番号などで確認をとることが多いとされる。
6. オペレータと問い合わせ者の話が終わった後に、オペレータは端末へ問い合わせ者と行った話のやり取りを書き残し、保存する。これら一連の作業を繰り返す。

### アウトバウンド業務の流れ
アウトバウンド業務は、基本的には次のような手順で行われる。
1. データベースに記録された電話番号にオペレーターの通話終了・顧客の状況を予測して自動予測発信（プレディクティブダイヤリング）する。
2. 顧客が応答した通話のみオペレータへ配分する。
3. オペレータが顧客情報データベースを参照しながら応対する。

多くの事業所では、顧客の在宅確率が高く迷惑にならない時間を選び、インバウンド業務が比較的少なくオペレータに空がある場合に行われている。

### コールセンター(カスタマーセンター)の業務システム
若干の差異はあるが、多くのコールセンターでは以下のような構成となっている。

#### サーバールーム内
以下の機器は、個人情報保護管理の観点からオペレータから隔離した部屋に置かれ、その部屋をサーバールーム、マシンルームなどと呼ぶ。コールセンター内の共用設備だ。これらの機器は、コールセンターの規模に応じて複数台設置される。
データベースサーバー
顧客の個人情報や商品情報、受注情報、応対履歴などが記録されており、データセンター、データルーム、リポジトリなどと呼ばれる。コールセンター外に設置されることも一般的だが、一部を切り出してコールセンター内システムにコピーする場合もある。
ACD (構内交換機)
かかってきた電話を各オペレータに振り分ける。オペレータの能力や勤務形態に応じて振り分ける電話の本数を変えたり、データベースサーバーと連携して、対応に注意を要する顧客からの電話をベテランのオペレータに振り分けるなどのルーティング機能をもつ。アウトバウンド業務では顧客に自動的に電話をかけるダイヤラーが使用される。
種々の統計情報を記録し、分析レポートとして提供する機能も必須だ。
全通話の録音
通話内容をすべて録音する機器。クレームやトラブルが発生した際の証拠としたり、オペレータの教育、通話内容の記録・照合のために使われる。
CTIサーバ
ACDと他のシステムを連携させるためのサーバ。例えばACDからのイベントとともに発信者/着信電話番号を業務システムに連携し、これに基づいて業務システムで顧客とその関連情報や応対履歴を表示することが代表的な例だ。また業務システムから電話番号を連携して発信させることも一般的である。

#### オペレータ卓上機器
以下の機器はオペレータ席毎に設置される。業務効率と個人情報漏洩防止の観点から、隣接するオペレータ間で共用とするコールセンターは稀だ。
構内交換機の卓上ターミナル
電話を受ける、電話を切る、保留にする。電話へのオペレーターログインやログアウト、離席といった電話の基本操作用のボタンがついた箱型の機器で、ヘッドセットが接続されている。ほかに、責任者（SV; Supervisor）を呼ぶためのSVコールボタンなどがついている。設備によってはこれらのボタン類は画面上に表示され、マウスやキーボードで操作される。
ヘッドセット
顧客と会話をしながら両手を使ってコンピュータの操作を行うため、ヘッドセットを利用する。コールセンター業務用のヘッドセットは口元の音声のみ集音する特殊なマイク（近接マイクロフォン）を搭載しており、隣のオペレータの会話などを拾いにくいようになっている。これはオペレータが多数列席するなかで通話相手との明瞭な会話を確保するためだが、個人情報漏洩防止の観点からも有用だ。

#### ネットワークの分離
個人情報を蓄積したネットワークを、業務処理用ネットワークから完全に分離するために、オペレータ席にはそれぞれの端末装置（多くの場合パーソナルコンピュータを流用する）が置かれる。通常個人情報ネットワークに属する端末からは印刷が行えず個人情報の漏洩防止に万全を期すと同時に、コールセンターによっては表示内容の更新編集も禁止され、個人情報の故意または過失による改変を防いでいる。左記のように2種類のネットワークを物理的に分離併用することから、1席のオペレータ席には、以下に示す2台のコンソール（表示機器と入力機器の組）が置かれる。
メインディスプレイ
顧客からの問い合わせ内容や注文内容など、オペレータが入力した内容を表示するためのディスプレイ。対応中の顧客との通話時間や、その日一日の総通話時間も表示される。卓上ターミナルの機能をもつ操作パネルが表示される場合もある。
サブディスプレイ
対応中の顧客の個人情報や、過去の受注内容、対応内容など、現在対応中の顧客に関する情報が表示される。コールセンターによっては、遮光フードを流用取り付けしたり正面からのみ表示が透過するプライバシーフィルタ（偏光フィルタ）を貼って隣席のオペレータから覗き見が出来ないようにし、個人情報漏洩防止に万全を期すと同時に、オペレータに対する個人情報漏洩疑義の低減を図っている。
キーボード、マウス
注文内容などを入力するため、一般的なキーボードが接続されている。キーボードのみで全ての操作ができることが多いが、近年では機器操作の教育コストを低減させるため、より視覚的に操作できるようにマウスが接続されていたり、マウスの代わりにディスプレイをタッチパネル式にしている場合もある。

## 立地条件
従来、企業や工場などが直営し、各企業の社員がコールセンターを担当していたが、フリーダイヤルやナビダイヤルなどの高度電話サービスが拡充し始めた1995年頃から、比較的賃金コストが低く抑えられる地方において、コールセンター運営企業へのアウトソーシングが多くなった。このため、コールセンターのオペレータと話をする場合、地理的な感覚がずれることもある（問い合わせた人が東京へかけたつもりで話をしたところ、受け側のコールセンターは沖縄にあったために、オペレータは都内の地理が分からず、結果的に場所の説明に手間取る）。
例外的にNTT104は、全国のデータがコンピュータで引き出せるため、住所さえ分かれば、電話番号に限り問題なく対応が可能であり、全国各地にセンターが置かれている。
地方にコールセンターを開設した場合、東京や大阪などの大都市から遠いため、専用線・IP電話（IPセントレックス）などを併用して、コールセンター開設企業の通信コストを下げる（沖縄で見た場合、離島特例により隣接MA地区とされている鹿児島市以外は、すべて最遠距離の通話料になり電話料金が非常に高くなる）。また、地方公共団体が電話料金や初期投資に対して一定の補助金を支出しているため、総合的なコストは少なくて済んでいると考えられる。
各政令指定都市や県庁所在地を中心にコールセンターが設置されているが、とりわけ札幌市、仙台市、福岡市、那覇市は、言語が標準語に近いことや、自治体が誘致に熱心であるなどの理由から、コールセンターの進出が多い地区のひとつとなっている。また近年では女性や学生の人口が多く、東日本大震災後のリスク回避の観点から、福岡市でのセンター開設が増加している。

## 海外
さらには、国際電話が安価なIP電話で、時差を利用し24時間対応を行うため、人件費の安い複数の国にコールセンターを持ち、業務を請け負う事業者もあり、委託する企業が増加している。受け入れ側の国から見た場合、言わばサービスを輸出することで外貨を獲得できるという利点がある。
英語・スペイン語での対応が多いが、日本語での対応が可能なサービスもある。
代表的なのは中国で、大連市には、DELL、hp、GE、光通信、日本インベスト、MIコミュニケーションズ、マスターピース・グループなどのBPOコールセンター、コンタクトセンターが設置されている他に、北京市では、テレパフォーマンスの中国法人が置かれている。
またタイ王国でも、BOI（タイ王国政府投資委員会事務局）が2002年10月30日にコールセンターを投資奨励業種と定め（2005年2月に奨励業種名をBPOと改称し奨励範囲を拡大）、日系ではアジア・ダイナミック・コミュニケーションズ（現社名「マスターピース・グループ（タイランド）」）、ミットサイアム・テレサービスが投資奨励恩典を取得している。

## 個人情報保護、情報漏洩の対策
コールセンターは大量の顧客の個人情報や機密情報を取り扱うため、厳重な個人情報の保護や情報漏洩の対策が徹底している。ただし、以下の対策がすべてのコールセンターで行われているとは限らない。
情報漏洩の防止に向けた教育
入社時の研修で「個人情報とは」「情報漏洩とは」「情報が漏洩したらどうなるか」といった、基礎的な知識から教育する。
「故意または過失で情報を漏洩した場合はその損害を賠償する責任を負う」「退職後も業務内容を一切口外しない」旨の誓約書を書かせる。
入退室管理
IDカードや生体認証を用いた入退室管理が行われ、また入退室時の様子は防犯カメラによって撮影されている。
のぞき見対策
オペレータ卓のディスプレイには斜め方向からでは画面に表示された文字を判別できないよう、プライバシーフィルタが施される場合も多い。
ヘッドセット
コールセンター業務に使用される業務用ヘッドセットは、マイクの周囲数十センチ程度の範囲の音しか拾わないように設計されている。これよりセンター内の離れた場所で大声で話しても、その内容を通話相手の顧客が聞き取ることは困難だ。
情報の不正取得対策
オペレータが業務に不必要な個人情報を取得できないよう、画面に表示される個人情報は現在通話している相手の個人情報のみで、他の顧客の個人情報を任意に検索できるような仕組みにしていることは稀だ。データベースを検索できるとしても、検索した履歴が記録に残るようになっている。
離席管理
各オペレータ卓にIDカードを挿入するためのICカードリーダーが設置されている場合、IDカードを挿入しなければオペレータ卓が使用できず、IDカードを引き抜けばオペレータ卓がロックされるようになっている場合もある。休憩スペースやトイレの入り口などをオペレータ室の外に設け、オペレータ室からの退室にIDカードの認証を強制することで、離席時に確実にIDカードが引き抜かれる状態を作り、離席中のオペレータ卓に個人情報が表示されたままにならないようにしている。
電子機器、リムーバブルメディアの持ち込み禁止
オペレータが就業する部屋ではフロッピーディスク、USBメモリ、CD-Rといった記録媒体や、スマートフォン、デジタルカメラ、ICレコーダーといった電子機器の持ち込みを一切禁止している（やむを得ず使用する必要がある場合、事前に責任者から許可を得る必要がある）。これは故意または過失によるコンピュータウイルスの感染を防止する上でも有用になる。
またオペレータ席に設置されるパーソナルコンピュータにおいては、フロッピーディスクドライブやメモリーカードリーダライタや光学ドライブ（CD-ROMやDVD-ROMなど）を取り除くか「読み取り専用」のドライブに変更する、USBポートを塞ぐことも行われる。
DHCPサーバの不使用
個人情報漏洩防止およびコンピュータウイルス流入防止の観点から、センター内ネットワーク構築においてDHCPサーバが用いられることは非常に稀だ。

## 問題点
- 顧客からの問い合わせの手段が「電話だけ」（音声による問い合わせ）しか対応しておらず、他の手段では対応していない企業があり、電子メール、ウェブサイト内の入力フォーム（メールフォーム）やチャットシステム、ファクシミリ（FAX）などの代替手段（文字情報による問い合わせ）を用意していない場合がある。
  - 逆に、電話を廃止、もしくは電話番号を公表していないサポートセンターも存在している。
  - 電話だけでの問い合わせしか対応していない場合、聴覚障害者、発話障害者などの対応に問題があることがある。
  - 同様に、電話による問い合わせの手段が廃止されると、PCやスマートフォンを使いこなせない初心者（情報弱者）による問い合わせやサポートに支障が出ることもある。
  - メール、チャットその他文字情報での問い合わせに対応できれば、あらかじめ問い合わせたい要点をじっくりまとることができる。メールにファイル（写真、PCのスクリーンショット、動画など）を添付できれば、より正確な情報を伝えることができるが、ウイルス対策の一環としてファイルの添付されたメールを一切受け付けない企業も多い。
- 企業の予算・経営状況により配置できるオペレータの数に限りがあるため、電話がなかなか繋がらないコールセンターもある。また曜日や時間帯、繁忙期と閑散期の差が激しいコールセンターもある。
- 利用者が電話で繋がらず、またはメール・FAXの返信が遅いことに苛立ち、感情的になって理不尽なクレーム対応を希望するケースがある。
  - 悪質ないたずら電話やカスタマーハラスメントに対するサポートが全く整備されていない。
- フリーダイヤルであるのをよいことに、悪質ないたずら電話も絶えず、終始対応しなければならなくなる。
- 24時間体制（テレビショッピング、自動車保険の受付など）ないし、年中無休で運営されているため、必然的にシフト勤務になり、土・日・祝日はほとんど休みを取ることができない。
  - 代替として、平日が休みになることがあるが、それでも完全週休2日（連続して2日の休み）にはならない。
  - 土・日・祝日も一定数のシフトに入ることを必須としているにもかかわらず、「土・日・祝日のシフト」に対する割増賃金が出ない（時給が平日と同額である）ため、割りに合わない。
  - 平日のみならず、受付日時によっては土・日・祝日も休まずクレーム対応に追われるため、ストレスや精神的障害を起こす労働者も多く、モチベーション（就労意欲）の維持が難しく、離職率が高い。
  - 離職率の高い業務でもあり、正社員での採用が少ないこともある。そのため、アルバイト・派遣社員などといった非正規雇用（1ヶ月単位の短期雇用）のオペレータがほとんどを占めているため対応スキルや問い合わせ内容に対する知識の蓄積に難がある。
- オペレータによりスキルや熟練度が異なり、回答までの時間に差異がみられる。また再度の問い合わせで違うことを言われることがある。
- 部門や事前選択が分かれすぎており、プッシュボタン（DTMF音）で選択する際にユーザーが戸惑うことがしばしばある。ボタン操作のメニューを印刷物やウェブにて公表しているコールセンターもあるが、アナウンスを待つ場合、最後まで聞かないと適切に選べなかったり、それを待てなかったりするケースがある。
  - 不適切な部署へ接続した顧客へ適切な部署への掛け直しが案内されると、これをたらいまわしと感じる顧客がいる。
- 違う部署に掛けた際に個人情報保護の観点から前の部署での応対情報をオペレータに把握してもらえない場合があり、顧客が再度の状況説明を要する場合がある（前の部署にて、対応ログを入力中の可能性もある）。
- 問い合わせの手段が電話だけしかない場合、携帯電話から利用した場合など電波が途切れあるいは充電が切れ、通話が切れてしまうことがあり、掛け直した場合でも会話途中であったオペレータへ再び繋がるとは限らない。
  - 顧客とオペレータ間での聞き間違いや解釈の相違といったトラブルがしばしば起こり得るが、電話設備に通話録音機能を持たせることである程度回避することはできる。
- 利用者がコールセンター側に無断で通話を録音することもあり、少しでもオペレータの対応を誤ると、録音された音声がアップロードされるリスクを負うこともある（東芝クレーマー事件）。
- 闇バイトにおけるかけ子の募集が「コールセンター」の名目で行われ、あたかも通常のアルバイトであるかのように装われていることがある。

## 日本の主要なコールセンター企業
- 日本トータルテレマーケティング
- Teleperformance Japan
- りらいあコミュニケーションズ（旧社名・もしもしホットライン）(2023年合併・消滅)
- ベルシステム24
- トランスコスモス
- パーソルワークスデザイン
- ビーウィズ
- NTTネクシア（旧社名・NTTソルコ&北海道テレマート）
- TMJ（旧社名・テレマーケティングジャパン）
- KDDIエボルバ
- バーチャレクス・コンサルティング
- ホット・コミュニケーション
- プレステージ・インターナショナル
- ネットフューチャー
- ジェーティービーグローバルアシスタンス
- NTTマーケティングアクト
- ドコモ・サポート
- DIOジャパン（2015年倒産・消滅）
- ドリーム・アーツ沖縄
- CSKコミュニケーションズ
- キューアンドエー
- Cプロデュース
- 富士通コミュニケーションサービス
- データセレクト
- かんでんCSフォーラム